# Scot Racing Team

Scot Racing Team est une écurie pour les compétitions de moto. Elle existe depuis plusieurs années[Quand ?] dans les catégories 125 et 250 cm3. Plusieurs pilotes ont couru dans cette équipe, il s'agit notamment Mike Di Meglio, Champion du monde 2008 en 125 cm3 au guidon d'une Derbi, Andrea Dovizioso, qui y a passé sept saisons, dont une en MotoGP sous le nom JIR Team Scot, ou encore Yuki Takahashi.
Scot Racing Team a comme directeur et manager Cirano Mularoni, et a promu pour la saison 2009 le pilote Japonais Yuki Takahashi. Ayant passé deux saisons en 250 cm3, dont celle de 2006 au côté de l'italien Andrea Dovizioso, il a fait sept podiums, dont deux victoires.
Et qui eut pour dernier champion de la catégorie 250 cm³ le Japonais Hiroshi Aoyama en 2009 avec une Honda peu puissante mais efficace par rapport au Aprillia.